# Rutiderma mollitum
Rutiderma mollitum is een mosselkreeftjessoort uit de familie van de Rutidermatidae. De wetenschappelijke naam van de soort is voor het eerst geldig gepubliceerd in 1965 door Darby.